# Atuna
Atuna là một chi thực vật có hoa trong họ Chrysobalanaceae. 

## Các loài
Chi này gồm các loài:
- Atuna cordata Cockburn ex Prance
- Atuna elliptica (Kosterm.) Kosterm.
- Atuna indica (Bedd.) Kosterm.
- Atuna penangiana (Kosterm.) Kosterm.
- Atuna racemosa Raf. – Makita Tree (= Parinarium glaberrimum Hassk., Parinarium laurinum A.Gray)
- Atuna travancorica (Bedd.) Kosterm.